# Rahid Ulusel
Rahid Ulusel (vollständiger Name: Rahid Suleyman ogly Chalilov; * 13. August 1954) ist ein aserbaidschanischer Philosoph, Kulturwissenschaftler, Literaturhistoriker und Essayist.

## Leben und Tätigkeit
Rahid Ulusel wurde im Dorf Kälbähüseynli der Masalli-Region der Aserbaidschanischen SSR geboren. 1975 absolvierte er mit Diplom die Philologische Fakultät der Aserbaidschanischen Staatlichen Pädagogischen Universität.
Von 1975 bis 2001 arbeitete er als Lehrer, als Stellvertretender Leiter der Exekutivmacht und als Chefredakteur. Im Jahre 1986 verteidigte er in der Nationalen Akademie der Wissenschaften von Aserbaidschan seine Dissertation, 2007 promovierte er an der Bakuer Staatlichen Universität. Für die Entwicklung des Konzepts des „Metasystem Geisteswissenschaften“ wurde er 1990 mit einer Medaille des Bildungsministeriums der ehemaligen Sowjetunion ausgezeichnet. Seit 2002 ist er der Oberwissenschaftler der Aserbaidschanischen Nationalen Akademie der Wissenschaften und des Atatürk-Zentrums in Aserbaidschan. 2005–2007 hielt er Vorlesungen über Philosophie und Kulturologie an der Westuniversität. 2005 gründete er die Assoziation „Globalistik und Zivilisologie“. Diese Organisation, deren Präsident er ist, wurde im Jahr 2011 als erste Organisation in Aserbaidschan und im Südkaukasus von der Internationalen Föderation der Philosophischen Gesellschaften als Mitglied angenommen.
Ab 1989 war Rahid Ulusel Mitglied des Schriftstellerverbandes der ehemaligen Sowjetunion, 2009 erhielt er ein Stipendium des aserbaidschanischen Präsidenten. Zurzeit ist er Mitglied des Schriftstellerverbandes von Aserbaidschan. Seit 2009 ist er Mitglied des Dissertationsrates für Philosophie, Soziologie und Rechtswissenschaften an der Nationalen Akademie der Wissenschaften von Aserbaidschan, seit 2010 ist er Mitglied des Organisationskomitees des Vereins Biokosmologie (Russland), Vize-Präsident des asiatischen Verbandes der Biokosmologie, Mitglied der Redaktion der Zeitschrift „Biokosmologie – Neo-Aristotelismus“. Er vertrat Aserbaidschan im XXII. Weltkongress für Philosophie (Korea, Seoul, 2008), im VIII. Weltkongress (Stockholm, Schweden, 2010), in der II. Internationalen Konferenz über die akademischen Disziplinen (USA, Harvard-Universität, 2011) und auf einer Reihe anderer internationaler Veranstaltungen.
Mit finanzieller Unterstützung des Rates für die staatliche Unterstützung der NGO beim Präsidenten von Aserbaidschan implementierte er das Projekt „Integration von Aserbaidschan in die Weltgemeinschaft: Die Seidenstraße der Kulturen“ (2009) und ließ entsprechende Bücher herausgeben. Er ist Autor von 17 Büchern und Monographien. In Periodika und wissenschaftlichen Zeitschriften wurden eine Menge Essays und mehr als 200 Artikel über die Probleme der Philosophie, Ästhetik, Kultur und Philologie veröffentlicht.

## Schriften
- Современная Азербайджанская философская лирика (rusca). Баку: 1985 (Die moderne aserbaidschanische philosophische Lyrik (auf Russisch). Baku: 1985)
- Qloballaşma çağında milli özünüdərketmə və geostrategiya. Bakı: Azərbaycan Milli Ensiklopediyası, 2002, ISBN 5-89600-370-6 (Nationale Identität und Geo-Strategie in der Ära der Globalisierung. Baku: Aserbaidschan Nationale Enzyklopädie, 2002, ISBN 5-89600-370-6 (auf Aserbaidschanisch))
- Küreselleşme Sürecinde ABD-Türkiye–Azerbaycan Ortaklığı ve Buna Rusi-ya’dakı Felsefi-Politoloji Yaklaşım, (türkcə) // 2023 futuroloji dergisi, Ankara, 2003, Dekabr. (auf Türkisch)
- Mədəniyyətlərin İpək Yolu: Azərbaycandan dünya məkanına. Bakı: Təhsil, 2003 (Die Seidenstraße der Kulturen: Aserbaidschan in der Welt. Baku: Tähsil, 2003 (auf Aserbaidschanisch))
- Mədəniyyət və Texnosivilizasiya. Bakı: Azərbaycan Milli Ensiklopediyası, 2003, ISBN 5-89600-372-2 (Kultur und Technozivilisation. Baku: (Nationale Enzyklopädie von Aserbaidschan), 2003, ISBN 5-89600-372-2 (auf Aserbaidschanisch))
- Qloballaşma və Türk sivilizasiyası. Bakı: Çaşıoğlu, 2005, ISBN 5-8066-1661-4 (Globalisierung und türkische Zivilisation. Baku: Chaschiogly, 2005, ISBN 5-8066-1661-4 (auf Aserbaidschanisch))
- Qloballaşma və harmoniya fəlsəfəsi. Bakı: Elm, 2005, ISBN 5-8066-1661-4 (Globalisierung und Philosophie der Harmonie. Baku: Elm, 2005, ISBN 5-8066-1661-4 (auf Aserbaidschanisch))
- Философия гармонии в культурах исламского Востока и западного Ренессанса (rusca) // Проблемы восточной философии, 2005–2006, № 1–2 (Philosophie der Harmonie in den Kulturen des islamischen Orient und der westlichen Renaissance (auf Russisch)) // Probleme der östlichen Philosophie, 2005–2006, № 1–2
- Civilizology as a New Scientific Field (ingiliscə) // Азербайджан в мире, 2006, № 1 (Civilizology as a New Scientific Field (auf Englisch) // Aserbaidschan in der Welt, 2006, № 1)
- Globalization and Turkic Civilization (ingiliscə) // Азербайджан в мире, 2006, № 1 (Globalization and Turkic Civilization (auf Englisch) // Aserbaidschan in der Welt, 2006, № 1)
- Kainat – Hüceyrə, Hüceyrə – Kainatdır. Bakı: Sabah, 2008, ISBN 5-86106-117-3 (Universum ist der Käfig, Käfig – das Universum. Baku: Sabah, 2008, ISBN 5-86106-117-3 (auf Aserbaidschanisch))
- Paradigmal Rethinking of World Development towards Global Civilization. / The XXII World Congress of Philosophy. Seoul National University, 2008 (Paradigmal Rethinking of World Development towards Global Civilization. / The XXII World Congress of Philosophy. Seoul National University, 2008) (auf Englisch)
- Homouniversalism // Third Global Civilization World Congress (Web Conference) (ingiliscə və çincə). http://www.opgc.net/cn/3rd/3rd_World_read2.htm (Homouniversalism // Third Global Civilization World Congress (Web Conference) (auf Englisch und auf Chinesisch). http://www.opgc.net/cn/3rd/3rd_World_read2.htm )
- The Turks in the Civilizational Evolution of Eurasia // Problems of Art and Culture. International Scientific Journal, Baku, 2009, №4 (30), ISBN 978-9952-445-12-1 (The Turks in the Civilizational Evolution of Eurasia // Problems of Art and Culture. International Scientific Journal, Baku, 2009, №4 (30), ISBN 978-9952-445-12-1)
- Esseistika. Bakı: Avropa, 2009, ISBN 978-9952-8032-3-5 (Essayistik. Baku: Europa, 2009, ISBN 978-9952-8032-3-5 (auf Aserbaidschanisch))
- Müasir Azərbaycan tənqidi. Bakı: Elm, 2009, ISBN 978-9952-453-17-1 (Moderne aserbaidschanische Kritik. Baku: Elm, 2009, ISBN 978-9952-453-17-1)
- Həyat və düşüncə ritmləri. Bakı: Çaşıoğlu, 2009, ISBN 978-9952-27-141-6 (Rhythmen des Lebens und Denkens. Baku: Chaschiogly, 2009, ISBN 978-9952-27-141-6 (auf Aserbaidschanisch))
- Ustad Rəsul Rza. Fəlsəfə və Poeziya: Dünya və Azərbaycan klassikasında onların vəhdəti. Bakı: Letterpress, 2010 (Meister Räsul Rza. Philosophie und Poesie: Ihre Einheit in der Welt und in der aserbaidschanischen klassischen Literatur. Baku: Letterpress, 2010 (auf Aserbaidschanisch))
- Azərbaycanın beynəlxalq münasibətləri: siyasətdən mədəniyyətədək. Bakı: İdeal-Print, 2010, ISBN 978-9952-447-05-7 (Die internationalen Beziehungen von Aserbaidschan: von Politik bis Kultur. Baku: Ideal-Print, 2010, ISBN 978-9952-447-05-7 (auf Aserbaidschanisch))
- Homouniversalism as an Integral Idea of the Multicivilizational World (ingiliscə) // International Journal of Arts and Sciences (IJAS), 2011, Vol. 4, No.23, ISSN 1944-6934 (Homouniversalism as an Integral Idea of the Multicivilizational World (Englisch) // International Journal of Arts and Sciences (IJAS), 2011, Vol. 4, No.23, ISSN 1944-6934)
- Qloballaşma və müasir ədəbiyyatın fəlsəfi-estetik problemləri. Qoliaf Qrup, Baku 2012. (Die Globalisierung und die philosophischen und ästhetischen Probleme der modernen Literatur (auf Aserbaidschanisch))

## Übersetzungen
- F. Laroşfuko, B. Paskal, İ. V. Höte, R. U. Emerson, O. Roden, R. Taqor, C. X. Cibran, C. Meriç, A. Platonovun: Klassika. Avropa, Baku 2008, ISBN 978-9952-8032-3-5. (auf Aserbaidschanisch)
- Biz və dünya (Dünya klassikasından seçmələr). Sabah, Baku 2009. (Wir und Die Welt (ausgewählte Texte aus der Weltklassik). (auf Aserbaidschanisch))
- Yuri Borev: Estetika. Təhsil, Baku 2010. (auf Aserbaidschanisch)

## Rezeption
- Azərbaycanlı alim Harvard Universitetində konfransda çıxış edib // http://medeniyyet.az/new/?name=content&content=10024 (Der azerbaidschanische Wissenschaftler sprach auf einer Konferenz an der Harvard-Universität // http://medeniyyet.az/new/?name=content&content=10024)
- Avrasiyanın qlobal mədəni-siyasi təşəkkülündə türklər.[1]
- KLASSİKA: dünən, bu gün, sabah[2]